# Aleksandr Trianiczew
Aleksandr Władimirowicz Trianiczew, ros. Александр Владимирович Тряничев (ur. 8 marca 1987 w Czerepowcu) – rosyjski hokeista.

## Kariera
- Siewierstal 2 Czerepowiec (2003-2006)
- Spartak Sankt Petersburg (2006-2007)
- HK Dmitrow (2007)
- Siewierstal 2 Czerepowiec (2007-2009)
  -  Siewierstal Czerepowiec (2007/2008)
  -  Chimik Woskriesiensk (2007/2008)
  -  HK Lipieck (2008-2009)
- Jużnyj Urał Orsk (2009/2010)
- Progriess Głazow (2009/2010)
- Iżstal Iżewsk (2010-2012)
  -  Iżstal Iżewsk 2 (2010-2011)
- Titan Klin (2012/2013)
- Iżstal Iżewsk (2013/2014)
- Siewierstal Czerepowiec (2014)
- Zauralje Kurgan (2014-2015)
- Sokoł Krasnojarsk (2015)
- Junost' Mińsk (2015-2017)
- Orlik Opole (2017)
- HK Szachcior Soligorsk (2018)
- MH Automatyka Gdańsk (2018)

Wychowanek Siewierstali Czerepowiec. Grał w drużynie rezerwowej macierzystego klubu oraz w innych zespołach na drugim i trzecim poziomie ligowym w Rosji. Od 2010 zawodnik Iżstali Iżewsk w rozgrywkach WHL. Od 2012 do 2014 ponownie był zawodnkiem Siewierstali i w tym czasie rozegrał jeden mecz w rozgrywkach KHL edycji 2013/2014. Poza tym nadal występował w drużynach WHL, także po 2014. Pod koniec listopada 2015 został zawodnikiem Junosti Mińsk w białoruskiej ekstralidze. Z tym zespołem rozegrał dwa sezony, po czym odszedł z klubu w czerwcu 2017. Od początku października 2017 do końca roku 2017 był zawodnikiem polskiego klubu Orlik Opole w rozgrywkach Polskiej Hokej Ligi w sezonie 2017/2018. Na początku stycznia 2018 został zawodnikiem Szachciora Soligorsk. Pod koniec maja 2018 został bramkarzem polskiego klubu MH Automatyka Gdańsk, jednak w sierpniu 2018 rozwiązał kontrakt powołując się na powody rodzinne.
Uczestniczył w turnieju mistrzostw świata juniorów do lat 18 edycji 2005, podczas którego nie rozegrał spotkania.
Jest żonaty, ma córkę.

## Osiągnięcia
Klubowe
- Złoty medal mistrzostw Białorusi: 2016 Junostią Mińsk
- Srebrny medal mistrzostw Białorusi: 2017 z Junostią Mińsk
- Brązowy medal mistrzostw Białorusi: 2018 z Szachciorem Soligorsk

Indywidualne
- Wysszaja Chokkiejnaja Liga (2011/2012):
  - Najlepszy bramkarz miesiąca - grudzień 2011[13][14]
  - Trzecie miejsce w klasyfikacji skuteczności interwencji w sezonie zasadniczym: 93,4%[15]
- Wysszaja Chokkiejnaja Liga (2014/2015):
  - Pierwsze miejsce w klasyfikacji skuteczności interwencji w fazie play-off: 94,4%[16]
  - Drugie miejsce w klasyfikacji średniej goli straconych na mecz w fazie play-off: 1,68[17]
- Ekstraliga białoruska w hokeju na lodzie (2015/2016):
  - Pierwsze miejsce w klasyfikacji średniej goli straconych na mecz w fazie play-off: 1,12[18][19]
  - Pierwsze miejsce w klasyfikacji skuteczności interwencji w fazie play-off: 95,3%[20]
  - Najbardziej Wartościowy Zawodnik (MVP) w fazie play-off[21]
- Ekstraliga białoruska w hokeju na lodzie (2016/2017):
  - Szóste miejsce w klasyfikacji średniej goli straconych na mecz w sezonie zasadniczym: 2,10[22]